# Miguel do Carmo
Jorge Araújo Miguel do Carmo (Jundiaí, 10 de abril de 1885 — Jundiaí, 1932), mais conhecido por Miguel do Carmo, ou ainda Migué do Carmo, foi um futebolista e fiscal de linha de trens brasileiro. Ele atuava na posição de "center-half" (volante), e é considerado por algumas fontes o primeiro jogador negro do futebol brasileiro.
Em 1900, ele foi um dos fundadores da Associação Atlética Ponte Preta, tradicional clube da cidade de Campinas. Ele chegou a cidade para trabalhar como segundo fiscal de linha da Companhia Paulista de Estradas de Ferro, no fim do Século XIX. Por esta empresa, ele trabalhou de 1898 até 1925
Segundo o historiador José Moraes dos Santos Neto, atuou com a camisa da Ponte Preta até meados de 1904, quando foi transferido para Jundiaí, pela Companhia Paulista de Estradas de Ferro. 

## Morte
Migué morreu em 1932, com apenas 47 anos, por complicações após uma cirurgia no estômago.

## Homenagens
- Em 2014, a Escola de Samba Ponte Preta Amor Maior, da cidade de Campinas, fez uma homenagem a Miguel do Carmo com o enredo "A democracia racial nos trilhos da profissionalização do futebol campineiro"[5].
- No dia 10 de agosto de 2014, em comemoração aos 114 anos da Ponte Preta, o filho de Migué, Geraldo do Carmo, recebeu o título de cidadão ponte-pretano em nome do pai[6].